# Кучук-Ламбатская бухта
Кучук-Ламбатская бухта — небольшая, уютная и достаточно глубокая живописная бухта, расположенное на Южном побережье Крыма, на расстоянии 12 км на запад от города Алушта, на востоке ограничивается мысом Плака.

## Описание

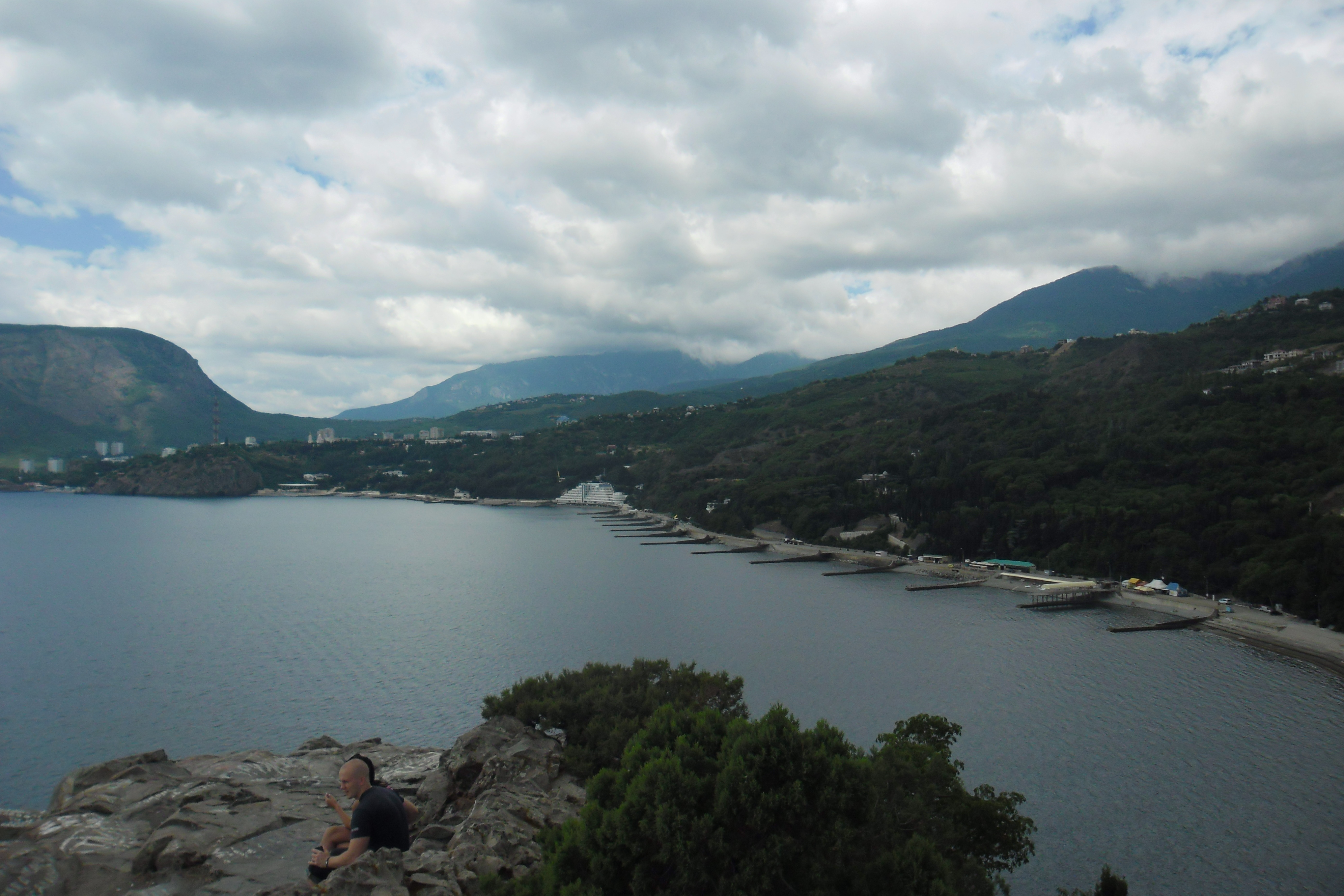
Кучук-Ламбатская бухта. Современный вид с мыса Плака

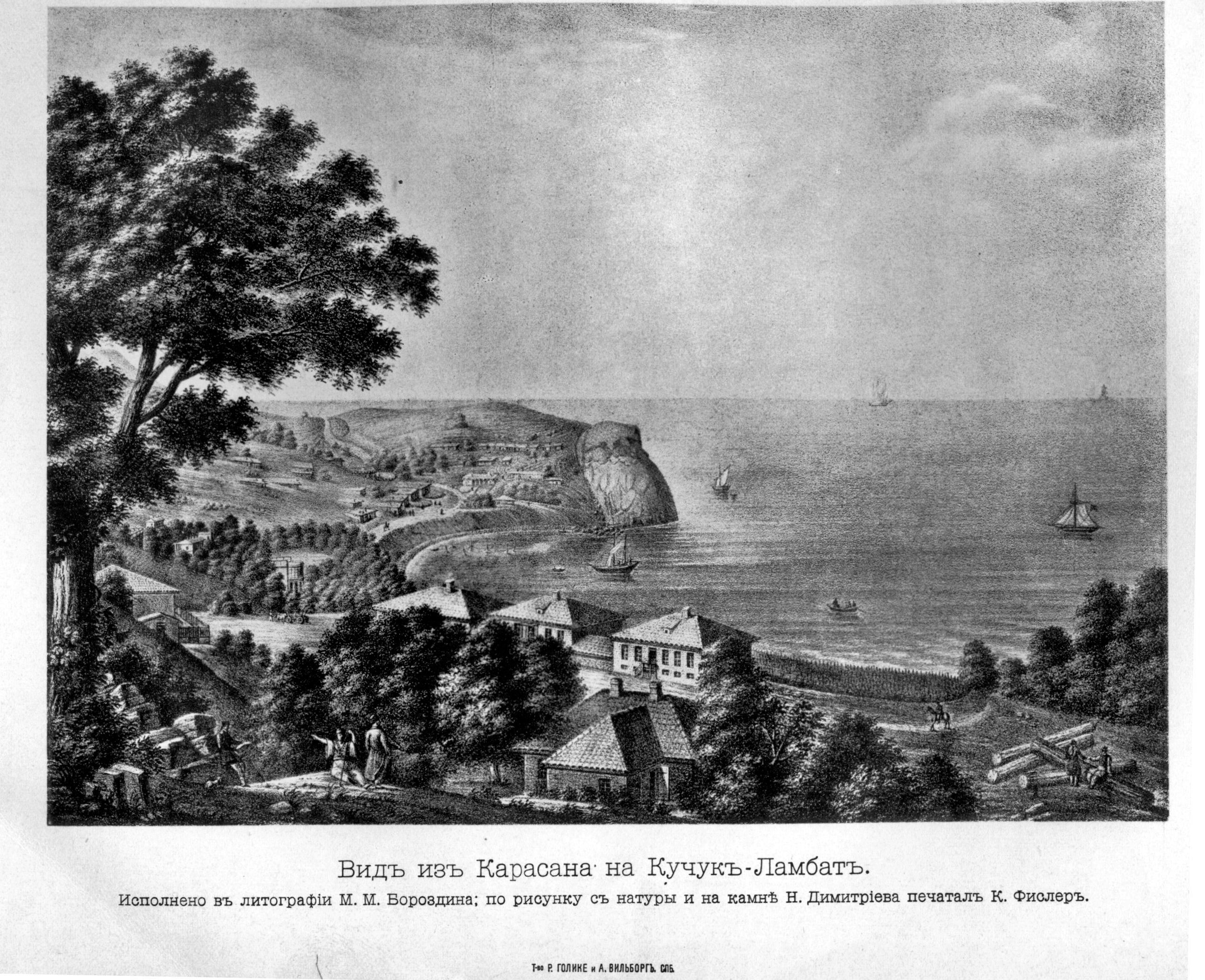
Вид на Кучук-Ламбат из Карасана. Крым. 1830-е годы

Бухта и местность вокруг неё до 1945 года называлась «Кучук-Ламбат» (Малый Маяк). Как установили археологи, ни в раннем, ни в позднем средневековье маяка ещё не было. Но на древнегреческих лоциях, которые использовались при морских переходах от Пантикапея до Херсонеса, находится городок Лампадон («лампада-светильник», «маяк»), которое располагалось в Кучук-Ламбатскую бухту. Учитывая условия каботажного плавания в начале тысячелетия, для безопасного захода в бухту ночью необходимо было иметь два или даже три маяка. Один из них находился на мысе Аю-Даг, другой — на холме Биюк-Ламбат (Малый Ай-Тодор), третий должен был подниматься на Кучук-Ламбатский каменном нагромождении, которое находится выше, чем мыс Плака и, следовательно, лучше просматривается с моря. На то, что на берегу было древнее поселение, указывает немалое количество керамического материала, попавшего в акваторию и с берега, и датируется он, начиная чуть ли не с IV ст. к н. э. по XV ст. Подводные археологические исследования обнаружили вблизи Плаки признаки нескольких древних кораблекрушений. Остатки груза корабля VII ст. найденные на восток от мыса, а судно X—XI ст. лежит на запад от него.
Неподалеку находятся Дворец княгини Гагариной и Кучук-Ламбатский каменный хаос.